# 48619 Jianli
48619 Jianli è un asteroide della fascia principale. Scoperto nel 1995, presenta un'orbita caratterizzata da un semiasse maggiore pari a 2,1922560 UA e da un'eccentricità di 0,2155560, inclinata di 6,09341° rispetto all'eclittica.